# 亚碲酸镉
亚碲酸镉是镉的亚碲酸盐，化学式 CdTeO3。

## 制备
亚碲酸镉可以由硫酸镉和亚碲酸钠在氨中反应而成。

## 性质
亚碲酸镉是一种无色固体，不溶于水。 它是一种半导体。它是单斜晶系的，空间群 P21/c (No. 14)。在 540 °C以上，亚碲酸镉也会形成立方晶系和六方晶系。